# 유엔 안전 보장 이사회 결의 제883호
유엔 안전 보장 이사회 결의 제883호는 1993년 11월 11일 채택되었다. 결의안 731호(1992년)와 748호(1992년)을 재확인한 후, 20개월이 지난 시점에 리비아가 이전 안전 보장 이사회(안보리) 결의안을 준수하지 않았다는 점을 지적하였다. 또한 리비아에 대한 추가 제재안을 마련하기로 하였다.
안보리는 국제 테러리즘을 근절하고 테러 행위에 대한 책임자들을 법의 심판대에 세우겠다는 결의를 표명하였다.
유엔 헌장 제7장에 따라 안보리는 리비아가 결의안 731호와 748호를 준수할 것을 요구하였다. 리비아 정부가 앞서 언급된 결의안을 준수하도록 하기 위해 1993년 12월 1일부터 추가 제재를 발효하였다. 추가 제재안에 따르면, 모든 국가는 자국 영토 내 리비아 자금 또는 기타 재정 자원을 동결해야 한다. (석유 및 석유 제품, 천연 가스 및 가스 제품, 농산물의 판매 또는 공급에서 발생하는 자금 또는 기타 재정 자원은 미적용)

## 같이 보기
- 차드-리비아 갈등
- 유엔 안전 보장 이사회 결의 제801 ~ 900호 목록